# Bonekickers - I segreti del tempo
Bonekickers - I segreti del tempo (Bonekickers) è una serie televisiva di 6 episodi prodotta per conto della BBC One da una collaborazione di produzione tra Mammoth Screen Ltd e Monastic Production e creata da Mathew Graham e Ashley Pharoah già noti come gli autori di Life on Mars e la relativa serie di spin-off Ashes to Ashes.
La serie è incentrata sulle avventure di una squadra di archeologi della Wessex University (o Wessex Institute of Technology), impegnati nel recupero di oggetti misteriosi di ogni tipo.
Il 21 novembre 2008 la rivista inglese Broadcast ha riportato un'intervista del portavoce della BBC che giustifica l'interruzione della serie con l'intenzione degli autori di spostarsi su altri progetti, mentre lo stesso articolo mette in luce il vero motivo della cancellazione, ovvero il malumore della critica e gli ascolti deludenti.

## Trama
Il team è formato dalla dottoressa Gillian Magwilde (Julie Graham) figlia di una scienziata duramente contestata per le sue teorie fantasiose, che cerca di riabilitare il nome della sua famiglia, dal dottor Ben Ergha (Adrian Lester), dal professore Gregory Dolly Parton (Hugh Bonneville), dal professore Daniel Mastiff (Michael Maloney) e dalla giovane praticante Vivienne “Viv” Davis (Gugu Mbatha-Raw), desiderosa di essere apprezzata da Gillian.

## Episodi
| Stagione       | Episodi | Prima TV originale | Prima TV Italia |
| -------------- | ------- | ------------------ | --------------- |
| Prima stagione | 6       | 2008               | 2009-2010       |

## Curiosità
- Il protagonista Adrian Lester ha definito Bonekickers come un incontro tra CSI: Scena del crimine e Indiana Jones, che mescola l'elemento dei crime show, con quelli della scienza alle teorie di cospirazione e un grande mistero di fondo.[2]